# Milton Young

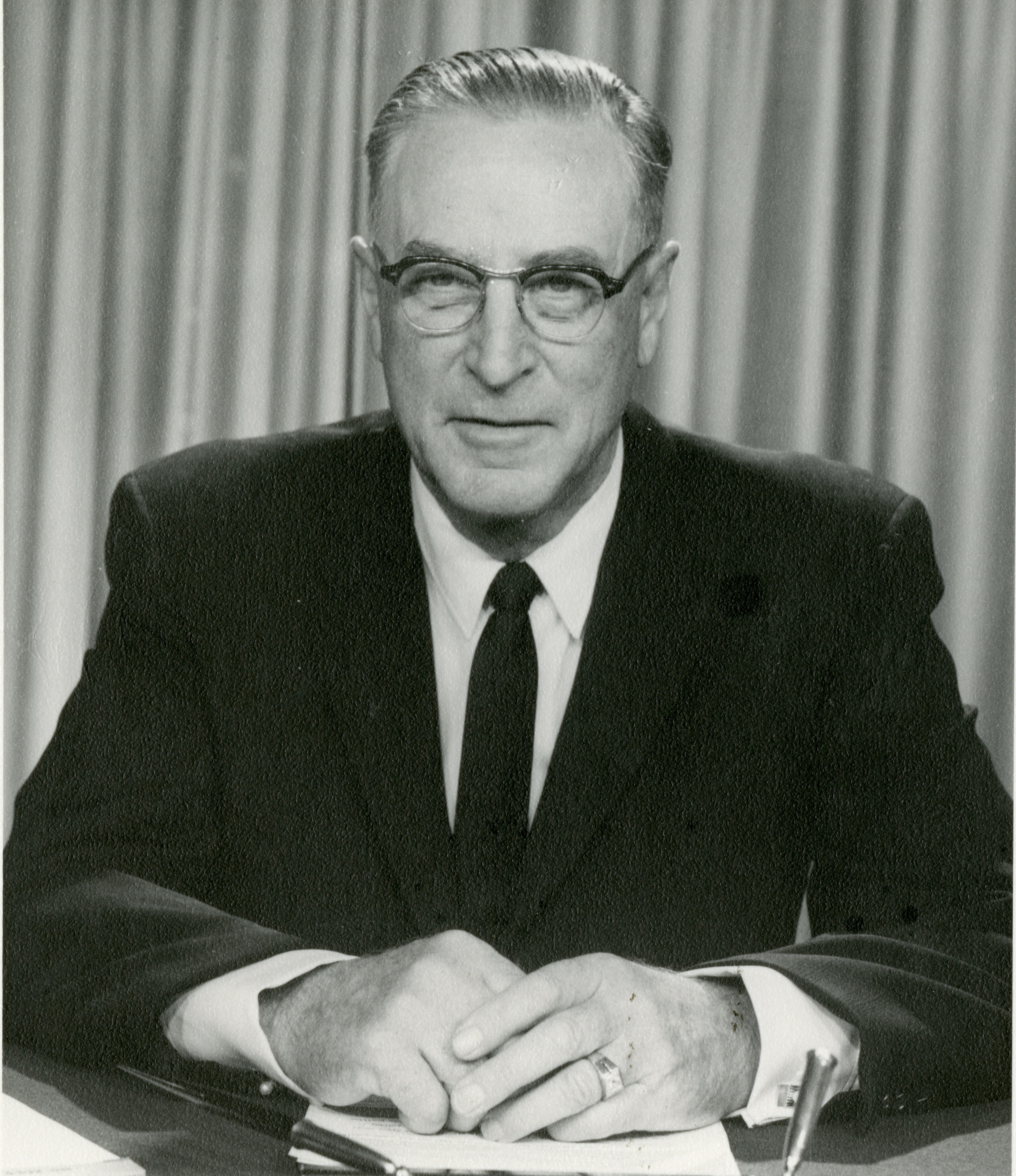
Milton Young

Milton Ruben Young (* 6. Dezember 1897 in Berlin, North Dakota; † 31. Mai 1983 in Sun City, Arizona) war ein US-amerikanischer Politiker (Republikanische Partei), der den Bundesstaat North Dakota von 1945 bis 1981 im US-Senat vertrat.

## Frühe Jahre und Beginn der politischen Laufbahn
Nach dem Schulbesuch im LaMoure County setzte Milton Young seine Ausbildung an der North Dakota State University und dem Graceland College in Iowa fort. 1919 heiratete er Malinda Benson, mit der er drei Söhne hatte. Nach ihrem Tod 1969 ging Young eine zweite Ehe mit Patricia Byrne ein.
Young kehrte nach Ende seiner College-Ausbildung heim, um die Farm seines Vaters zu übernehmen. Mit der Zeit begann er sich auch politisch zu betätigen. Er war auf lokaler Ebene aktiv und Mitglied verschiedener Ausschüsse zur Schulpolitik sowie zur Landwirtschaft. 1932 kandidierte er für einen Sitz im Repräsentantenhaus von North Dakota und war erfolgreich; zwei Jahre später wurde er in den Staatssenat gewählt. Auch in seiner Partei übernahm Young Verantwortung: So war er eine der Schlüsselfiguren beim Aufbau des Republican Organizing Committee auf Staatsebene in den 1940er-Jahren.

## US-Senator
Nach dem Tod von US-Senator John Moses wurde Milton Young von Gouverneur Fred George Aandahl 1945 zu dessen Nachfolger im Kongress ernannt. Er war gezwungen, die Familienfarm aufzugeben, um seinen Pflichten in Washington, D.C. nachkommen zu können. Damit begann eine der längsten Senatorenlaufbahnen in der Geschichte dieses Gremiums. Young wurde sechsmal zum Senator gewählt und war hauptsächlich im Landwirtschaftsausschuss sowie als höchstrangiger Republikaner im Bewilligungsausschuss tätig.
1974 wurde ihm die Senatsnominierung innerparteilich mit Verweis auf sein Alter streitig gemacht, doch Young konnte sich letztlich wieder klar durchsetzen. Sechs Jahre später errangen die Republikaner erstmals seit 26 Jahren die Mehrheit im Senat, was für Young bei einer weiteren Kandidatur bedeutet hätte, dass er als dienstältester Senator seiner Partei zum Präsidenten pro tempore gewählt worden wäre. Er hatte sich jedoch zuvor bereits entschlossen, in den Ruhestand zu gehen. Als Würdigung seiner Verdienste übertrug ihm der zu diesem Zeitpunkt noch demokratisch kontrollierte Senat dieses Amt am 5. Dezember 1980 für einen Tag.
Milton Young verbrachte seinen Lebensabend in Arizona, wo er im Mai 1983 verstarb.